# 社会市场经济
社會市場經濟（德語：Soziale Marktwirtschaft），又称莱茵资本主义（德語：Rheinischer Kapitalismus）、莱茵-阿尔卑斯资本主义（英語：Rhine-Alpine capitalism）、莱茵模式（德語：Rheinische Modell）、社会资本主义（德語：Sozialer Kapitalismus）等，為第二次世界大戰後，德意志聯邦共和國即西德所採取的主要經濟制度。

## 简介
第二次世界大战结束以来，联邦德国第一任经济部长、后又曾担任联邦总理的基民盟籍路德维希·艾哈德主持建立了社会市场经济制度，既背离了过去曼彻斯特自由主义，又摈弃了在经营与投资方面由国家决定的计划经济。国家在市场经济中主要负有调节的任务，它规定市场活动的框架条件，尽可能地放弃对价格和薪資形成的直接干预，通过提高消费者机会、刺激技术进步和创新、按劳分配收入和利润的方式来使市场中的各种力量自由发挥作用。它限制市场力量的过分积累，在主张市场有序竞争的同时，强调社会责任，主张高税收高福利。

## 历史沿革
1947年，阿尔弗雷德·缪勒-阿尔玛克提出“社会市场经济”理念，为战后德国首任经济部长路德维希·艾哈德采纳，其主要内容包括以市场为依托，竞争为手段，自由经济为核心，维护社会公正为补充。从1950年到1966年，德国经济增速高达7.9%。以1967年出台的《经济稳定与促进增长法》为标志，德国经济政策从原来自由竞争基础上的增长转向了凯恩斯主义为导向的干预，此后两届中左翼社民党政府（1969—1982）面对经济增长下滑，社会国家（Sozialstaat）造成的沉重福利负担。1982年中右翼的科尔接任，实行新自由主义，直到1998年。施罗德时期实行第三条道路。2005年至2021年，默克尔时期延续了此前的道路。

## 国际比较
一些作者将社会资本主义与社会市场经济大致等同。社会市场经济通常与盎格鲁-撒克逊模式进行对比。一些作者并没有将其视为对立面，而是将莱茵资本主义描述为英美模式与社会民主主义的成功综合。然而，2012年的一本比较政治学教科书区分了“保守主义的社团主义福利国家”（源于德国社会市场经济）和“劳工主导的社会民主福利国家”。复旦大学欧洲问题研究中心主任丁纯认为，莱茵模式和盎格鲁-撒克逊模式区别在于，后者崇尚完全自由市场经济、个人主义和自由主义；前者则在青睐市场竞争的同时，强调竞争秩序和社会责任，主张社会民主主义或基督教民主主义。
德国模式也与其他经济模式进行了对比和比较，其中一些模式也被描述为资本主义的中间道路或区域形式，包括托尼·布莱尔的第三条道路、法国的指导主义、荷兰的圩田模式、北欧模式、日本的东亚模式、中国大陆的社会主义市场经济。
实行社会市场经济的国家有奥地利、捷克共和国、德国、波兰等。

## 外部連結
- The Social Market Economy （页面存档备份，存于） – United States Library of Congress
- Essay on Germany's Social Market Economy （页面存档备份，存于）
- Short Definition from the Economist （页面存档备份，存于）